# برنارد باتلر (سياسي)
برنارد باتلر (بالإنجليزية: Bernard Butler)‏ هو سياسي أيرلندي، ولد في 1 سبتمبر 1886، وتوفي في 13 مارس 1959. حزبياً، نشط في فيانا فايل.

## مناصب
- في 1943 Irish general election [الإنجليزية]‏، انتخب نائب دييل عن دائرة Dublin Townships (Dáil constituency) [الإنجليزية]‏ وقد انضم خلال فترته النيابية ‏ (1 يوليو 1943 – 10 مايو 1944)  للكتلة البرلمانية فيانا فايل.
- في 1944 Irish general election [الإنجليزية]‏، انتخب نائب دييل عن دائرة Dublin Townships (Dáil constituency) [الإنجليزية]‏ وقد انضم خلال فترته النيابية ‏ (9 يونيو 1944 – 11 ديسمبر 1947)  للكتلة البرلمانية فيانا فايل.
- في 1948 Irish general election [الإنجليزية]‏، انتخب نائب دييل عن دائرة دبلن الجنوبية الغربية [الإنجليزية]‏ وقد انضم خلال فترته النيابية ‏ (18 فبراير 1948 – 2 مايو 1951)  للكتلة البرلمانية فيانا فايل.
- في 1951 Irish general election [الإنجليزية]‏، انتخب نائب دييل عن دائرة دبلن الجنوبية الغربية [الإنجليزية]‏ وقد انضم خلال فترته النيابية ‏ (13 يونيو 1951 – 23 أبريل 1954)  للكتلة البرلمانية فيانا فايل.
- في 1954 Irish general election [الإنجليزية]‏، انتخب نائب دييل عن دائرة دبلن الجنوبية الغربية [الإنجليزية]‏ وقد انضم خلال فترته النيابية ‏ (2 يونيو 1954 – 13 ديسمبر 1956)  للكتلة البرلمانية فيانا فايل.
- في الانتخابات العمومية الإيرلندية 1957 [الإنجليزية]‏، انتخب نائب دييل عن دائرة دبلن الجنوبية الغربية [الإنجليزية]‏ وقد انضم خلال فترته النيابية ‏ (20 مارس 1957 – 13 مارس 1959)  للكتلة البرلمانية فيانا فايل.